# Пилкохвоста котяча акула атлантична
Пилкохвоста котяча акула атлантична (лат. Galeus atlanticus) — акула з роду Пилкохвоста котяча акула родини Котячі акули.

## Опис
Загальна довжина досягає 45 см. Зовнішністю схожа з Galeus melastomus. Голова дещо сплощена. Морда помірно довга, загострена. Очі середнього розміру, овальні, горизонтальної форми, з мигальною перетинкою. зіниці щілиноподібні. За очима розташовані невеличкі бризкальця. Щічні горбики маленькі. Ніздрі прикриті носовими клапани трикутної форми. Губні складки довгі. Рот широкий, зігнутий. зуби розташовані на щелепах у декілька рядків. Зуби дрібні, з 3—5 верхівками, з яких середня висока та гостра, бокові — маленькі й затуплені. У неї 5 пар коротких зябрових щілин. Тулуб щільний, дуже стрункий. Луска на шкірі листоподібна, перекриває одна одну, має 3 горизонтальних хребця, які закінчуються гострими зубчиками. Грудні плавці великі, добре розвинені, з округлими верхівками. Має 2 спинних плавця майже однакового розміру, що розташовані ближче до хвоста. Передній спинний плавець починається навпроти заднього частини черевних плавців, задній — навпроти анального. Анальний плавець широкий. Хвостовий плавець вузький, гетероцеркальний. На передній частині хвостового стебла розташовано гребінь, утворений великою лускою.
Забарвлення сіре. На спині розташовані темно-сірі сідлоподібні плями. Основа спинних плавці темніше за загальний фон. Кінчик й край задньої крайки хвостового плавця чорного кольору. Ротова порожнина та губні складки темно-сірого або майже чорного кольору.

## Спосіб життя
Тримається на глибинах від 330 до 790 м, зазвичай — 400–600 м. Доволі млява акула. Полює біля дна, є бентофагом. Живиться креветками, омарами, крабами, іноді дрібними костистими рибами.
Статева зрілість у самців настає при розмірах 38-42 см, у самиць — 40-45 см. Це яйцекладна акула. Самиця відкладає до 10 яєць завдовжки 3,1—3,8 см та завширшки 1,1—1,3 см. Вони мають кручені вусики, якими чіпляються до ґрунту.
Не є об'єктом вилову, проте внаслідок перебування у зоні вилову омарів та креветок чисельність цієї акули знаходиться під загрозою.

## Розповсюдження
Мешкає в морі Альборан та в Гібралтарській протоці.